# Synagoge (Mátészalka)

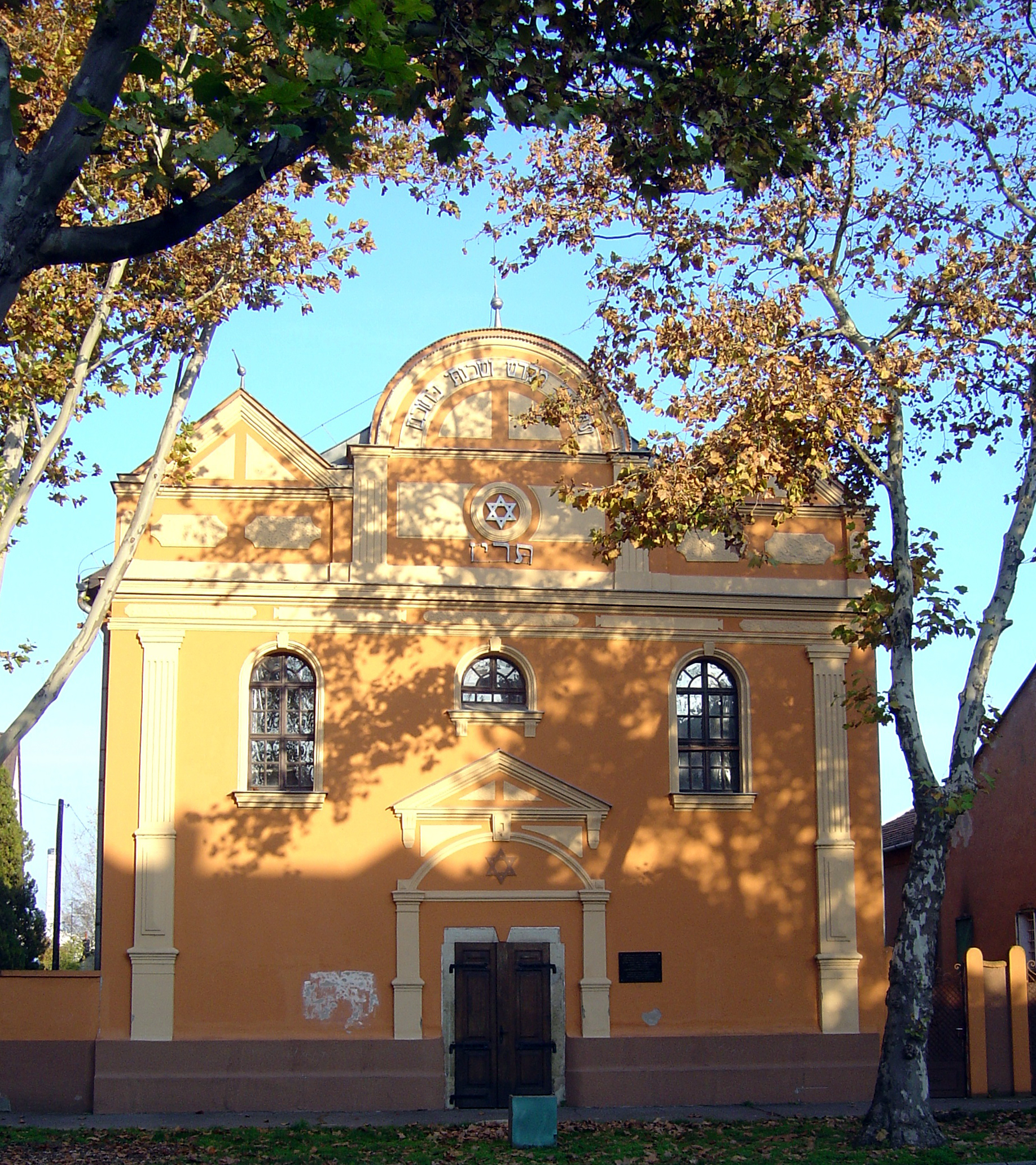
Synagoge in Mátészalka

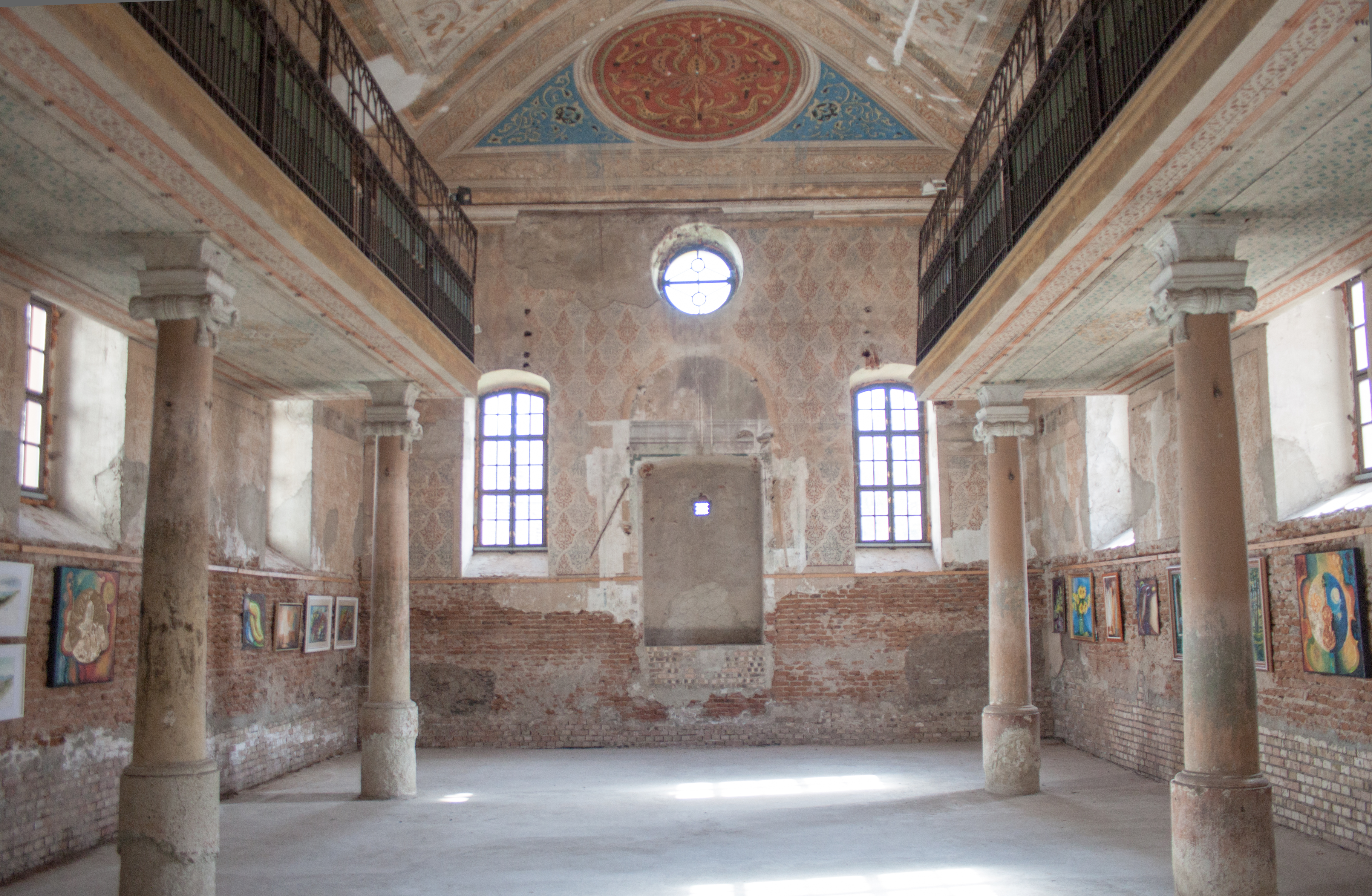
Innenansicht (2016)

Die Synagoge in Mátészalka, einer ungarischen Stadt im Komitat Szabolcs-Szatmár-Bereg, wurde 1857 errichtet. Die Synagoge im Stil des Neoklassizismus ist ein geschütztes Kulturdenkmal.